# 鼓吹戸
鼓吹戸（くすいこ）は、律令制において兵部省鼓吹司に属する品部の一つ。軍陣に用いる鼓と角（ふえ）の調習を行った職業民を指す。

## 概要
『日本書紀』の天武天皇14年（685年）3月
とあるのが史料における初出である。
『続日本紀』神亀3年（726年）8月、鷹飼部10戸とともに鼓吹戸300戸を定めた、とあり、『令集解』「職員令」伴説所引の和銅2年（709年）の右大弁官宣によると、10月から2月までの5ヶ月間、上番して鼓角の教習を受け、その代償として調を免除されている。